# Chết lúc nửa đêm
Chết lúc nửa đêm là một bộ phim ngắn chiếu rạp, do Nguyễn Chánh Tín đạo diễn và Kasim Hoàng Vũ đóng vai chính. Bộ phim đã đoạt giải Cánh diều bạc năm 2009 cho hạng mục Phim truyện Video.
Phim kể về một chàng trai bị tai nạn và chấn thương sọ não. Sau cuộc phẫu thuật, anh ta luôn bị ám ảnh bởi một người đàn bà có khuôn mặt dị dạng ôm trên mình một đứa trẻ.

## Nội dung
Sau khi gây tai nạn giao thông khiến một người phụ nữ đang mang thai thiệt mạng, X bị trấn thương sọ não và được đưa vào bệnh viện. Tại đây X luôn gặp những bóng ma, trong đó có hình ảnh của một người phụ nữ ôm đứa bé. Cuối cùng X lên sân thượng và nhảy lầu để kết thúc nỗi ám ảnh.

## Diễn viên
- Nguyễn Chánh Tín
- Kasim Hoàng Vũ... X
- Thanh Thủy... Bác sĩ
- Hoàng Phúc
- Mạc Can... Bác sĩ
- Diễm Châu... Người phụ nữ

## Hậu trường
Bộ phim được quay từ 22 tháng 2 năm 2008.
Để tránh cạnh tranh với các bom tấn nước ngoài, bộ phim đã được lùi lịch phát hành từ tháng 5 sang tháng 6-2008.
Trong cảnh quay đua xe, đoàn làm phim đã gặp một nhóm đua xe thật và họ tận dụng hoàn cảnh này để thực hiện phân đoạn. Sau đó lực lượng công an đã đến giải tán nhóm quái xế.

## Giải thưởng
| Năm  | Giải thưởng    | Hạng mục          | (Người) đề cử    | Kết quả       | Tham khảo |
| ---- | -------------- | ----------------- | ---------------- | ------------- | --------- |
| 2008 | Giải Cánh diều | Phim truyện video | —                | Cánh diều bạc | [ 6 ]     |
| 2008 | Giải Cánh diều | Đạo diễn xuất sắc | Nguyễn Chánh Tín | Đoạt giải     | [ 6 ]     |

## Đánh giá
Các diên viên đóng đạt vai, vì thời lượng của phim ngắn nên nhiều mâu thuẫn không được giải quyết triệt để, âm nhạc không được chỉn chu, một số tình tiết bị cho là không hợp lý.